# Classifiche del campionato italiano di pallacanestro

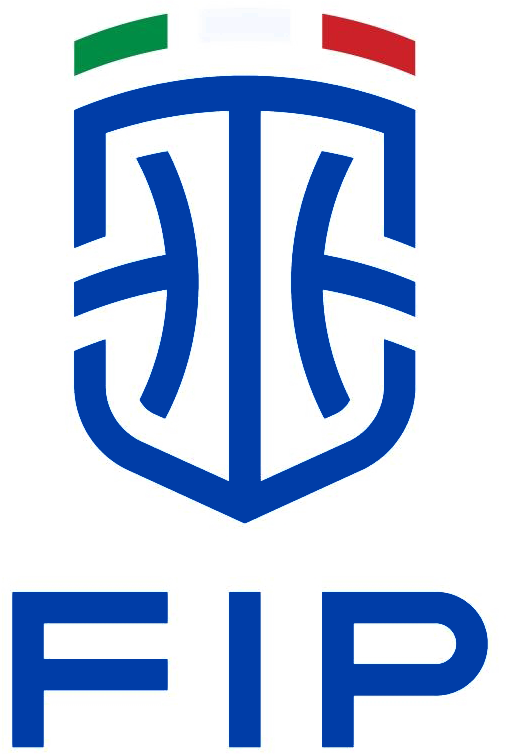
Il logo della Federazione Italiana Pallacanestro dal 2022

L'elenco delle classifiche del campionato italiano di pallacanestro comprende i tornei maschili a carattere nazionale, interregionale e regionale disputati sin dal 1920.

## Piramide attuale
| Livello | Livello | Serie                                                                 | Serie                                                                 | Serie                                                                 | Serie                                                                 | Serie                                                               | Serie                                                               | Serie                                                               | Serie                                                               | Serie                                                              | Serie                                                              | Serie                                                              | Serie                                                              | Serie                                                              | Serie                                                              | Serie                                                              | Serie                                                              |
| ------- | ------- | --------------------------------------------------------------------- | --------------------------------------------------------------------- | --------------------------------------------------------------------- | --------------------------------------------------------------------- | ------------------------------------------------------------------- | ------------------------------------------------------------------- | ------------------------------------------------------------------- | ------------------------------------------------------------------- | ------------------------------------------------------------------ | ------------------------------------------------------------------ | ------------------------------------------------------------------ | ------------------------------------------------------------------ | ------------------------------------------------------------------ | ------------------------------------------------------------------ | ------------------------------------------------------------------ | ------------------------------------------------------------------ |
| Pro-1   | Pro-1   | Lega Società di Pallacanestro Serie A Serie A 16 squadre              | Lega Società di Pallacanestro Serie A Serie A 16 squadre              | Lega Società di Pallacanestro Serie A Serie A 16 squadre              | Lega Società di Pallacanestro Serie A Serie A 16 squadre              | Lega Società di Pallacanestro Serie A Serie A 16 squadre            | Lega Società di Pallacanestro Serie A Serie A 16 squadre            | Lega Società di Pallacanestro Serie A Serie A 16 squadre            | Lega Società di Pallacanestro Serie A Serie A 16 squadre            | Lega Società di Pallacanestro Serie A Serie A 16 squadre           | Lega Società di Pallacanestro Serie A Serie A 16 squadre           | Lega Società di Pallacanestro Serie A Serie A 16 squadre           | Lega Società di Pallacanestro Serie A Serie A 16 squadre           | Lega Società di Pallacanestro Serie A Serie A 16 squadre           | Lega Società di Pallacanestro Serie A Serie A 16 squadre           | Lega Società di Pallacanestro Serie A Serie A 16 squadre           | Lega Società di Pallacanestro Serie A Serie A 16 squadre           |
| Dil-1   | Dil-1   | Lega Nazionale Pallacanestro Serie A2 20 squadre                      | Lega Nazionale Pallacanestro Serie A2 20 squadre                      | Lega Nazionale Pallacanestro Serie A2 20 squadre                      | Lega Nazionale Pallacanestro Serie A2 20 squadre                      | Lega Nazionale Pallacanestro Serie A2 20 squadre                    | Lega Nazionale Pallacanestro Serie A2 20 squadre                    | Lega Nazionale Pallacanestro Serie A2 20 squadre                    | Lega Nazionale Pallacanestro Serie A2 20 squadre                    | Lega Nazionale Pallacanestro Serie A2 20 squadre                   | Lega Nazionale Pallacanestro Serie A2 20 squadre                   | Lega Nazionale Pallacanestro Serie A2 20 squadre                   | Lega Nazionale Pallacanestro Serie A2 20 squadre                   | Lega Nazionale Pallacanestro Serie A2 20 squadre                   | Lega Nazionale Pallacanestro Serie A2 20 squadre                   | Lega Nazionale Pallacanestro Serie A2 20 squadre                   | Lega Nazionale Pallacanestro Serie A2 20 squadre                   |
| Dil-2   | Dil-2   | Lega Nazionale Pallacanestro Serie B Nazionale girone A 20 squadre    | Lega Nazionale Pallacanestro Serie B Nazionale girone A 20 squadre    | Lega Nazionale Pallacanestro Serie B Nazionale girone A 20 squadre    | Lega Nazionale Pallacanestro Serie B Nazionale girone A 20 squadre    | Lega Nazionale Pallacanestro Serie B Nazionale girone A 20 squadre  | Lega Nazionale Pallacanestro Serie B Nazionale girone A 20 squadre  | Lega Nazionale Pallacanestro Serie B Nazionale girone A 20 squadre  | Lega Nazionale Pallacanestro Serie B Nazionale girone A 20 squadre  | Lega Nazionale Pallacanestro Serie B Nazionale girone B 20 squadre | Lega Nazionale Pallacanestro Serie B Nazionale girone B 20 squadre | Lega Nazionale Pallacanestro Serie B Nazionale girone B 20 squadre | Lega Nazionale Pallacanestro Serie B Nazionale girone B 20 squadre | Lega Nazionale Pallacanestro Serie B Nazionale girone B 20 squadre | Lega Nazionale Pallacanestro Serie B Nazionale girone B 20 squadre | Lega Nazionale Pallacanestro Serie B Nazionale girone B 20 squadre | Lega Nazionale Pallacanestro Serie B Nazionale girone B 20 squadre |
| Dil-3   | Dil-3   | Serie B Interregionale Conference Nord-Ovest 2 Division da 12 squadre | Serie B Interregionale Conference Nord-Ovest 2 Division da 12 squadre | Serie B Interregionale Conference Nord-Ovest 2 Division da 12 squadre | Serie B Interregionale Conference Nord-Ovest 2 Division da 12 squadre | Serie B Interregionale Conference Nord-Est 2 Division da 12 squadre | Serie B Interregionale Conference Nord-Est 2 Division da 12 squadre | Serie B Interregionale Conference Nord-Est 2 Division da 12 squadre | Serie B Interregionale Conference Nord-Est 2 Division da 12 squadre | Serie B Interregionale Conference Centro 2 Division da 12 squadre  | Serie B Interregionale Conference Centro 2 Division da 12 squadre  | Serie B Interregionale Conference Centro 2 Division da 12 squadre  | Serie B Interregionale Conference Centro 2 Division da 12 squadre  | Serie B Interregionale Conference Sud 2 Division da 12 squadre     | Serie B Interregionale Conference Sud 2 Division da 12 squadre     | Serie B Interregionale Conference Sud 2 Division da 12 squadre     | Serie B Interregionale Conference Sud 2 Division da 12 squadre     |
| Dil-4   | Dil-4   | Serie C Conference Nord-Ovest 4 Division da 14 squadre                | Serie C Conference Nord-Ovest 4 Division da 14 squadre                | Serie C Conference Nord-Ovest 4 Division da 14 squadre                | Serie C Conference Nord-Ovest 4 Division da 14 squadre                | Serie C Conference Nord-Est 4 Division da 14 squadre                | Serie C Conference Nord-Est 4 Division da 14 squadre                | Serie C Conference Nord-Est 4 Division da 14 squadre                | Serie C Conference Nord-Est 4 Division da 14 squadre                | Serie C Conference Centro 4 Division da 14 squadre                 | Serie C Conference Centro 4 Division da 14 squadre                 | Serie C Conference Centro 4 Division da 14 squadre                 | Serie C Conference Centro 4 Division da 14 squadre                 | Serie C Conference Sud 4 Division da 14 squadre                    | Serie C Conference Sud 4 Division da 14 squadre                    | Serie C Conference Sud 4 Division da 14 squadre                    | Serie C Conference Sud 4 Division da 14 squadre                    |
| Dil-5   | Dil-5   | Divisione Regionale 1 33 gironi regionali                             | Divisione Regionale 1 33 gironi regionali                             | Divisione Regionale 1 33 gironi regionali                             | Divisione Regionale 1 33 gironi regionali                             | Divisione Regionale 1 33 gironi regionali                           | Divisione Regionale 1 33 gironi regionali                           | Divisione Regionale 1 33 gironi regionali                           | Divisione Regionale 1 33 gironi regionali                           | Divisione Regionale 1 33 gironi regionali                          | Divisione Regionale 1 33 gironi regionali                          | Divisione Regionale 1 33 gironi regionali                          | Divisione Regionale 1 33 gironi regionali                          | Divisione Regionale 1 33 gironi regionali                          | Divisione Regionale 1 33 gironi regionali                          | Divisione Regionale 1 33 gironi regionali                          | Divisione Regionale 1 33 gironi regionali                          |
| Dil-6   | Dil-6   | Divisione Regionale 2 55 gironi regionali                             | Divisione Regionale 2 55 gironi regionali                             | Divisione Regionale 2 55 gironi regionali                             | Divisione Regionale 2 55 gironi regionali                             | Divisione Regionale 2 55 gironi regionali                           | Divisione Regionale 2 55 gironi regionali                           | Divisione Regionale 2 55 gironi regionali                           | Divisione Regionale 2 55 gironi regionali                           | Divisione Regionale 2 55 gironi regionali                          | Divisione Regionale 2 55 gironi regionali                          | Divisione Regionale 2 55 gironi regionali                          | Divisione Regionale 2 55 gironi regionali                          | Divisione Regionale 2 55 gironi regionali                          | Divisione Regionale 2 55 gironi regionali                          | Divisione Regionale 2 55 gironi regionali                          | Divisione Regionale 2 55 gironi regionali                          |
| Dil-7   | Dil-7   | Divisione Regionale 3 44 gironi regionali                             | Divisione Regionale 3 44 gironi regionali                             | Divisione Regionale 3 44 gironi regionali                             | Divisione Regionale 3 44 gironi regionali                             | Divisione Regionale 3 44 gironi regionali                           | Divisione Regionale 3 44 gironi regionali                           | Divisione Regionale 3 44 gironi regionali                           | Divisione Regionale 3 44 gironi regionali                           | Divisione Regionale 3 44 gironi regionali                          | Divisione Regionale 3 44 gironi regionali                          | Divisione Regionale 3 44 gironi regionali                          | Divisione Regionale 3 44 gironi regionali                          | Divisione Regionale 3 44 gironi regionali                          | Divisione Regionale 3 44 gironi regionali                          | Divisione Regionale 3 44 gironi regionali                          | Divisione Regionale 3 44 gironi regionali                          |
| Dil-8   | Dil-8   | Divisione Regionale 4 13 gironi regionali                             | Divisione Regionale 4 13 gironi regionali                             | Divisione Regionale 4 13 gironi regionali                             | Divisione Regionale 4 13 gironi regionali                             | Divisione Regionale 4 13 gironi regionali                           | Divisione Regionale 4 13 gironi regionali                           | Divisione Regionale 4 13 gironi regionali                           | Divisione Regionale 4 13 gironi regionali                           | Divisione Regionale 4 13 gironi regionali                          | Divisione Regionale 4 13 gironi regionali                          | Divisione Regionale 4 13 gironi regionali                          | Divisione Regionale 4 13 gironi regionali                          | Divisione Regionale 4 13 gironi regionali                          | Divisione Regionale 4 13 gironi regionali                          | Divisione Regionale 4 13 gironi regionali                          | Divisione Regionale 4 13 gironi regionali                          |

## Evoluzione dei Livelli del Campionato

### I livello
| Campionato italiano maschile di pallacanestro (1920-1930) | 1920 \| 1921 \| 1922 · 1923 \| 1924 · 1925 \| 1926 \| 1927 \| 1928 \| 1929 (non disputato) \| 1930 |
| Divisione Nazionale (1931-1937)                           | 1931 \| 1932 \| 1933 \| 1934 \| 1935 \| 1935-36 \| 1936-37 |
| Serie A (1937-1955)                                       | 1937-38 \| 1938-39 \| 1939-40 \| 1940-41 \| 1941-42 \| 1942-43 \| 1944 (non omologato) \| 1945 (non disputato) \| 1945-46 \| 1946-47 \| 1947-48 \| 1948-49 \| 1949-50 \| 1950-51 \| 1951-52 \| 1952-53 \| 1953-54 \| 1954-55                                                                                                |
| Elette (1955-1965)                                        | 1955-56 \| 1956-57 \| 1957-58 \| 1958-59 \| 1959-60 \| 1960-61 \| 1961-62 \| 1962-63 \| 1963-64 \| 1964-65 |
| Serie A (1965-1974)                                       | 1965-66 \| 1966-67 \| 1967-68 \| 1968-69 \| 1969-70 \| 1970-71 \| 1971-72 \| 1972-73 \| 1973-74 |
| Serie A1 (1974-2001)                                      | 1974-75 \| 1975-76 \| 1976-77 \| 1977-78 \| 1978-79 \| 1979-80 \| 1980-81 \| 1981-82 \| 1982-83 \| 1983-84 \| 1984-85 \| 1985-86 \| 1986-87 \| 1987-88 \| 1988-89 \| 1989-90 \| 1990-91 \| 1991-92 \| 1992-93 \| 1993-94 \| 1994-95 \| 1995-96 \| 1996-97 \| 1997-98 \| 1998-99 \| 1999-00 \| 2000-01                       |
| Serie A (dal 2001)                                        | 2001-02 \| 2002-03 \| 2003-04 \| 2004-05 \| 2005-06 \| 2006-07 \| 2007-08 \| 2008-09 \| 2009-10 \| 2010-11 \| 2011-12 \| 2012-13 \| 2013-14 \| 2014-15 \| 2015-16 \| 2016-17 \| 2017-18 \| 2018-19 \| 2019-20 \| 2020-21 \| 2021-22 \| 2022-23 \| 2023-24 \| 2019-20 \| 2020-21 \| 2021-22 \| 2022-23 \| 2023-24 \| 2024-25 |

### II livello
| Prima Divisione (1931-1937)       | 1930 \| 1931 \| 1932 \| 1933 \| 1934 \| 1935 \| 1936 \| 1936-37 |
| Serie B (1937-1955)               | 1937-38 \| 1938-39 \| 1939-40 \| 1940-41 \| 1941-42 \| 1942-43 \| 1944-1947 (non disputati) \| 1947-48 \| 1948-49 \| 1949-50 \| 1950-51 \| 1951-52 \| 1952-53 \| 1953-54 \| 1954-55 |
| Serie A (1955-1965)               | 1955-56 \| 1956-57 \| 1957-58 \| 1958-59 \| 1959-60 \| 1960-61 \| 1961-62 \| 1962-63 \| 1963-64 \| 1964-65 |
| Serie B (1965-1974)               | 1965-66 \| 1966-67 \| 1967-68 \| 1968-69 \| 1969-70 \| 1970-71 \| 1971-72 \| 1972-73 \| 1973-74 |
| Serie A2 (1974-2001)              | 1974-75 \| 1975-76 \| 1976-77 \| 1977-78 \| 1978-79 \| 1979-80 \| 1980-81 \| 1981-82 \| 1982-83 \| 1983-84 \| 1984-85 \| 1985-86 \| 1986-87 \| 1987-88 \| 1988-89 \| 1989-90 \| 1990-91 \| 1991-92 \| 1992-93 \| 1993-94 \| 1994-95 \| 1995-96 \| 1996-97 \| 1997-98 \| 1998-99 \| 1999-00 \| 2000-01 |
| Legadue (2001-2013)               | 2001-02 \| 2002-03 \| 2003-04 \| 2004-05 \| 2005-06 \| 2006-07 \| 2007-08 \| 2008-09 \| 2009-10 \| 2010-11 \| 2011-12 \| 2012-13 |
| Divisione Nazionale A (2013-2014) | 2013-14 |
| Serie A2 (dal 2014)               | 2014-15 \| 2015-16 \| 2016-17 \| 2017-18 \| 2018-19 \| 2019-20 \| 2020-21 \| 2021-22 \| 2022-23 \| 2023-24 \| 2024-25 |

### III livello
| Seconda Divisione (1931-1937)     | 1931 \| 1932 \| 1933 \| 1934 \| 1935 \| 1936 \| 1936-37 |
| Prima Divisione (1937-1943)       | 1937-38 \| 1938-39 \| 1939-40 \| 1940-41 \| 1941-42 \| 1942-43 |
| Serie C (1948-1955)               | 1948-49 \| 1949-50 \| 1950-51 \| 1951-52 \| 1952-53 \| 1953-54 \| 1954-55 |
| Serie B (1955-1965)               | 1955-56 \| 1956-57 \| 1957-58 \| 1958-59 \| 1959-60 \| 1960-61 \| 1961-62 \| 1962-63 \| 1963-64 \| 1964-65 |
| Serie C (1965-1974)               | 1965-66 \| 1966-67 \| 1967-68 \| 1968-69 \| 1969-70 \| 1970-71 \| 1971-72 \| 1972-73 \| 1973-74 |
| Serie B (1974-1986)               | 1974-75 \| 1975-76 \| 1976-77 \| 1977-78 \| 1978-79 \| 1979-80 \| 1980-81 \| 1981-82 \| 1982-83 \| 1983-84 \| 1984-85 \| 1985-86 |
| Serie B d'Eccellenza (1986-2008)  | 1986-87 \| 1987-88 \| 1988-89 \| 1989-90 \| 1990-91 \| 1991-92 \| 1992-93 \| 1993-94 \| 1994-95 \| 1995-96 \| 1996-97 \| 1997-98 \| 1998-99 \| 1999-00 \| 2000-01 \| 2001-02 \| 2002-03 \| 2003-04 \| 2004-05 \| 2005-06 \| 2006-07 \| 2007-08 |
| Serie A Dilettanti (2008-2011)    | 2008-09 \| 2009-10 \| 2010-11 |
| Divisione Nazionale A (2011-2013) | 2011-12 \| 2012-13 \| 2013-14 |
| Serie B (2014-2022)               | 2014-15 \| 2015-16 \| 2016-17 \| 2017-18 \| 2018-19 \| 2019-20 \| 2020-21 \| 2021-22 \| 2022-23 |
| Serie B Nazionale (dal 2023)      | 2023-24 \| 2024-25 |

### IV livello
| Serie C (1955-1965)               | 1955-56 \| 1956-57 \| 1957-58 \| 1958-59 \| 1959-60 \| 1960-61 \| 1961-62 \| 1962-63 \| 1963-64 \| 1964-65 |
| Serie D (1965-1974)               | 1965-66 \| 1966-67 \| 1967-68 \| 1968-69 \| 1969-70 \| 1970-71 \| 1971-72 \| 1972-73 \| 1973-74 |
| Serie C (1974-1979)               | 1974-75 \| 1975-76 \| 1976-77 \| 1977-78 \| 1978-79 |
| Serie C1 (1979-1986)              | 1979-80 \| 1980-81 \| 1981-82 \| 1982-83 \| 1983-84 \| 1984-85 \| 1985-86 |
| Serie B2 (1986-2008)              | 1986-87 \| 1987-88 \| 1988-89 \| 1989-90 \| 1990-91 \| 1991-92 \| 1992-93 \| 1993-94 \| 1994-95 \| 1995-96 \| 1996-97 \| 1997-98 \| 1998-99 \| 1999-00 \| 2000-01 \| 2001-02 \| 2002-03 \| 2003-04 \| 2004-05 \| 2005-06 \| 2006-07 \| 2007-08 |
| Serie B Dilettanti (2008-2011)    | 2008-09 \| 2009-10 \| 2010-11 |
| Divisione Nazionale B (2011-2014) | 2011-12 \| 2012-13 \| 2013-14 |
| Serie C Gold (2014-2023)          | 2014-15 \| 2015-16 \| 2016-17 \| 2017-18 \| 2018-19 \| 2019-20 \| 2020-21 \| 2021-22 \| 2022-23 |
| Serie B Interregionale (dal 2023) | 2023-24 \| 2024-25 |

### V livello
| Serie D (1974-1979)               | 1974-75 \| 1975-76 \| 1976-77 \| 1977-78 \| 1978-79 |
| Serie C2 (1979-1986)              | 1979-80 \| 1980-81 \| 1981-82 \| 1982-83 \| 1983-84 \| 1984-85 \| 1985-86 |
| Serie C1 (1986-2008)              | 1986-87 \| 1987-88 \| 1988-89 \| 1989-90 \| 1990-91 \| 1991-92 \| 1992-93 \| 1993-94 \| 1994-95 \| 1995-96 \| 1996-97 \| 1997-98 \| 1998-99 \| 1999-00 \| 2000-01 \| 2001-02 \| 2002-03 \| 2003-04 \| 2004-05 \| 2005-06 \| 2006-07 \| 2007-08 |
| Divisione Nazionale C (2008-2013) | 2008-09 \| 2009-10 \| 2010-11 \| 2011-12 \| 2012-13 |
| Serie C Silver (2013-2023)        | 2013-14 \| 2014-15 \| 2015-16 \| 2016-17 \| 2017-18 \| 2018-19 \| 2018-19 \| 2019-20 \| 2020-21 \| 2021-22 \| 2022-23 |
| Serie C Unica (dal 2023)          | 2023-24 \| 2024-25 |

### VI livello
| Divisione Regionale 1 (dal 2023) | 2023-24 \| 2024-25 |

### VII livello
| Divisione Regionale 2 (dal 2023) | 2023-24 \| 2024-25 |

| Divisione Regionale 3 (dal 2023) | 2023-24 \| 2024-25 |

### IX livello
| Divisione Regionale 4 (dal 2023) | 2023-24 \| 2024-25 |

## Albi d'oro
- Albo d'oro del campionato italiano di pallacanestro
- Albo d'oro del campionato di Secondo Livello